# Neurociencia evolutiva
La neurociencia evolutiva es el estudio científico de la evolución de los sistemas nerviosos . Los neurocientíficos evolutivos investigan la evolución y la historia natural de la estructura, las funciones y las propiedades emergentes del sistema nervioso . El campo se basa en conceptos y hallazgos tanto de la neurociencia como de la biología evolutiva . Históricamente, la mayor parte del trabajo empírico se ha realizado en el área de la neuroanatomía comparada y los estudios modernos a menudo utilizan métodos comparativos filogenéticos . Los enfoques de cría selectiva y evolución experimental también se están utilizando con mayor frecuencia.
Conceptual y teóricamente, el campo se relaciona con campos tan diversos como la genómica cognitiva, la neurogenética, la neurociencia del desarrollo, la neuroetología, la psicología comparada, evo-devo, la neurociencia del comportamiento, la neurociencia cognitiva, la ecología del comportamiento, la antropología biológica y la sociobiología .
Los neurocientíficos evolutivos examinan los cambios en los genes, la anatomía, la fisiología y el comportamiento para estudiar la evolución de los cambios en el cerebro. Estudian una multitud de procesos que incluyen la evolución de los sistemas vocales, visuales, auditivos, gustativos y de aprendizaje, así como la evolución y el desarrollo del lenguaje . Además, los neurocientíficos evolutivos estudian la evolución de áreas o estructuras específicas del cerebro como la amígdala, el prosencéfalo y el cerebelo, así como la corteza motora o visual . 

## Historia
Los estudios del cerebro comenzaron durante la época del antiguo Egipto, pero los estudios en el campo de la neurociencia evolutiva comenzaron después de la publicación de El origen de las especies de Darwin en 1859. En ese momento, la evolución del cerebro se veía en gran parte en ese momento en relación con la scala naturae incorrecta. La filogenia y la evolución del cerebro todavía se consideraban lineales.  A principios del siglo XX, existían varias teorías predominantes sobre la evolución. El darwinismo se basó en los principios de selección y variación natural, el lamarckismo se basó en la transmisión de rasgos adquiridos, la ortogénesis se basó en la suposición de que la tendencia hacia la perfección dirige la evolución y el saltacionismo argumentó que la variación discontinua crea nuevas especies.  Darwin se convirtió en el más aceptado y permitió que las personas comenzaran a pensar en la forma en que evolucionan los animales y sus cerebros. 
El libro de 1936 La anatomía comparada del sistema nervioso de los vertebrados incluido el hombre del neurólogo holandés CU Ariëns Kappers (publicado por primera vez en alemán en 1921) fue una publicación histórica en este campo. Después de la Síntesis Evolutiva, el estudio de la neuroanatomía comparada se realizó con una visión evolutiva y los estudios modernos incorporan la genética del desarrollo. Ahora se acepta que los cambios filogenéticos ocurren independientemente entre especies a lo largo del tiempo y no pueden ser lineales. También se cree que un aumento con el tamaño del cerebro se correlaciona con un aumento en los centros neuronales y la complejidad del comportamiento.

### Argumentos importantes
Con el tiempo, son varios los argumentos que vendrían a definir la historia de la neurociencia evolutiva. El primero es la discusión entre Etienne Geoffro St. Hilaire y George Cuvier sobre el tema de "plan común versus diversidad". Geoffrey argumentó que todos los animales se construyen en base a un solo plan o arquetipo y enfatizó la importancia de las homologías entre organismos, mientras que Cuvier creía que la estructura de los órganos estaba determinada por su función y que el conocimiento de la función de un órgano podría ayudar a descubrir la funciones de otros órganos. Argumentó que había al menos cuatro arquetipos diferentes.  Después de Darwin, la idea de evolución fue más aceptada y la idea de estructuras homólogas de Geoffrey fue más aceptada.  El segundo gran argumento es el de Scala Naturae (escala de la naturaleza) versus el arbusto filogenético.  La Scala Naturae, más tarde también llamada escala filogenética, se basó en la premisa de que las filogenias son lineales o como una escala, mientras que el argumento del arbusto filogenético se basó en la idea de que las filogenias no eran lineales y se parecían más a un arbusto que a una escala.  Hoy se acepta que las filogenias no son lineales.  Un tercer argumento importante se refería al tamaño del cerebro y si el tamaño relativo o el tamaño absoluto era más relevante para determinar la función.  A finales del siglo XVIII, se determinó que la proporción entre el cerebro y el cuerpo se reduce a medida que aumenta el tamaño corporal.  Sin embargo, más recientemente, se ha prestado más atención al tamaño absoluto del cerebro, ya que escala con las estructuras y funciones internas, con el grado de complejidad estructural y con la cantidad de materia blanca en el cerebro, lo que sugiere que el tamaño absoluto es un predictor mucho mejor del cerebro. función.  Finalmente, un cuarto argumento es el de la selección natural (darwinismo) versus las limitaciones del desarrollo (evolución concertada).  Ahora se acepta que la evolución del desarrollo es lo que hace que las especies adultas muestren diferencias y los neurocientíficos evolutivos sostienen que muchos aspectos de la función y estructura del cerebro se conservan en todas las especies. 

### Técnicas
A lo largo de la historia, vemos cómo la neurociencia evolutiva ha dependido de los desarrollos en la teoría y las técnicas biológicas. El campo de la neurociencia evolutiva ha sido moldeado por el desarrollo de nuevas técnicas que permiten el descubrimiento y examen de partes del sistema nervioso. En 1873, Camillo Golgi ideó el método del nitrato de plata que permitió la descripción del cerebro a nivel celular en lugar de simplemente a nivel general.  Santiago Ramon y Pedro Ramon utilizaron este método para analizar numerosas partes del cerebro, ampliando el campo de la neuroanatomía comparada.  En la segunda mitad del siglo XIX, las nuevas técnicas permitieron a los científicos identificar grupos de células neuronales y haces de fibras en el cerebro.  En 1885, Vittorio Marchi descubrió una técnica de tinción que permitió a los científicos ver la degeneración axonal inducida en axones mielinizados, en 1950, el "procedimiento original de Nauta" permitió una identificación más precisa de las fibras en degeneración, y en la década de 1970, hubo varios descubrimientos de múltiples moléculas trazadores que se utilizarían para experimentos incluso hoy.  En los últimos 20 años, la cladística también se ha convertido en una herramienta útil para observar la variación en el cerebro.

## Evolución del cerebro humano
Una de las formas prominentes de rastrear la evolución del cerebro humano es a través de la evidencia directa en forma de fósiles. La historia evolutiva del cerebro humano muestra principalmente un cerebro gradualmente más grande en relación con el tamaño del cuerpo durante el camino evolutivo de los primeros primates a los homínidos y finalmente al Homo sapiens. Debido a que el tejido cerebral fosilizado es raro, un enfoque más fiable es observar las características anatómicas del cráneo que ofrecen una visión de las características del cerebro. Uno de esos métodos es observar el molde endocraneal (también conocido como endocast). Los endocráneos se producen cuando, durante el proceso de fosilización, el cerebro se deteriora, dejando un espacio que se llena con el material sedimentario circundante a lo largo del tiempo. Estos yesos, dan una impresión del revestimiento de la cavidad cerebral, lo que permite una visualización de lo que había allí. La información obtenida de los moldes endocrinos se limita principalmente al tamaño del cerebro (capacidad craneal o volumen endocraneal), a los surcos y giros prominentes y al tamaño de los lóbulos o regiones cerebrales dominantes. Aunque los moldes endocrinos son extremadamente útiles para revelar la anatomía superficial del cerebro, no pueden revelar la estructura cerebral, especialmente de las áreas cerebrales más profundas. Al determinar la métrica de escala de la capacidad craneal en relación con el número total de neuronas presentes en los primates, también es posible estimar el número de neuronas a través de la evidencia fósil.
A pesar de las limitaciones de las endoprótesis, pueden y proporcionan una base para comprender la evolución del cerebro humano, que muestra principalmente un cerebro gradualmente más grande. La historia evolutiva del cerebro humano muestra principalmente un cerebro gradualmente más grande en relación con el tamaño del cuerpo durante el camino evolutivo de los primates primitivos a los homínidos y finalmente al Homo sapiens. Esta tendencia que ha llevado al tamaño actual del cerebro humano indica que ha habido un aumento de 2-3 factores en el tamaño en los últimos 3 millones de años. Esto puede ser visualizado con los datos actuales sobre la evolución de los homínidos, comenzando con el Australopithecus, un grupo de homínidos del que probablemente desciendan los humanos.
Los australopithecus vivieron hace 3,85-2,95 millones de años con una capacidad craneal general cercana a la de los chimpancés existentes, alrededor de 300-500cm3. Considerando que el volumen del cerebro humano moderno es de alrededor de 1.352 cm³ en promedio, esto representa una cantidad sustancial de masa cerebral evolucionada.Se estima que los australopiths tienen un recuento total de neuronas de 30-35 mil millones.

### Cerebro de reptil
La corteza cerebral de los reptiles se parece a la de los mamíferos, aunque simplificada. Aunque la evolución y función de la corteza cerebral humana todavía está envuelta en un misterio, sabemos que es la parte del cerebro que ha cambiado más dramáticamente durante la evolución reciente.

### Percepción visual
La investigación sobre cómo se ha desarrollado la percepción visual en la evolución se comprende hoy mejor mediante el estudio de los primates actuales, ya que la organización del cerebro no se puede determinar solo mediante el análisis de cráneos fosilizados.

### Percepción auditiva
La organización de la corteza auditiva humana se divide en núcleo, cinturón y parabelt. Esto se parece mucho al de los primates actuales.

### Desarrollo del lenguaje
La evidencia de una rica vida cognitiva en primates parientes de los humanos es extensa y una amplia gama de comportamientos específicos en línea con la teoría darwiniana está bien documentada. Sin embargo, hasta hace poco, la investigación ha descartado a los primates no humanos en el contexto de la lingüística evolutiva, principalmente porque, a diferencia de las aves que aprenden vocales, nuestros parientes más cercanos parecen carecer de habilidades imitativas. Hablando evolutivamente, hay una gran evidencia que sugiere que se ha establecido una base genética para el concepto de idiomas durante millones de años, al igual que con muchas otras capacidades y comportamientos observados en la actualidad.
Si bien los lingüistas evolucionistas están de acuerdo en el hecho de que el control volitivo sobre la vocalización y la expresión del lenguaje es un salto bastante reciente en la historia de la raza humana, eso no quiere decir que la percepción auditiva sea también un desarrollo reciente. La investigación ha mostrado evidencia sustancial de vías neurales bien definidas que unen las cortezas para organizar la percepción auditiva en el cerebro. Por tanto, el problema radica en nuestra capacidad para imitar sonidos.
Más allá del hecho de que los primates pueden estar mal equipados para aprender sonidos, los estudios han demostrado que aprenden y usan los gestos mucho mejor. Las señales visuales y las vías motoras se desarrollaron millones de años antes en nuestra evolución, lo que parece ser una de las razones de una capacidad anterior para comprender y usar gestos.

## Investigadores
- John Allman
- William H. Calvin
- Terrence Deacon
- Merlin Donald
- Jon Kaas
- Glenn Northcutt
- Georg F. Striedter
- Suzana Herculano-Houzel
- Ludwig Edinger
- G. Carl Huber
- Elizabeth C. Crosby
- J. B. Johnston
- C. Judson Herrick
- Sir Graftin Elliot Smith
- George Ellet Coghill
- Nils Holmgren
- James W. Papez
- Olaf Larsell
- Tilly Edinger
- Dorothy L. Cheney